# Pierre de Fayet
Pour les articles homonymes, voir Fayet.
Pierre, marquis de Fayet, mort le 11 juillet 1737, est un officier de marine et administrateur colonial français. Capitaine dans la marine royale sous Louis XV, il a été membre de l'ordre de Saint-Louis et gouverneur général de la colonie française de Saint-Domingue.

## Biographie
Issu d'une famille qui se disait parente de celle du même nom et armes en Gévaudan (XVIe s.), et qui a donné depuis quatre conseillers au parlement de Bordeaux, il est fils de Pierre-Mathieu de Fayet, seigneur de Peychaud (à Ambarès, près de Bordeaux), et de Catherine de Fages. Louis XV nomme Pierre en tant que gouverneur général de Saint-Domingue, le 8 octobre 1732, après le décès du marquis de Vienne de Busserolles le 4 février de la même année. Dès le début de son mandat, Pierre met en place une législation pour lutter contre le nombre croissant d'esclaves africains rejoignant les rebelles marrons.
Il fut gentilhomme de la chambre du roi d'Espagne, Lieutenant-général des Isles de l'Amérique sous le Vent, chef des deux conseils supérieurs de Saint-Domingue.
Pierre de Fayet meurt à Petit-Goâve le 11 juillet 1737. Étienne Cochard de Chastenoye lui succède brièvement comme gouverneur général, par intérim, avant l'arrivée du marquis de Larnage.

## Distinctions
- Chevalier de l'ordre royal et militaire de Saint-Louis[4]

## Famille
Armes : d'azur à une fasce de sable bordée d'or, chargée d'une coquille d'argent accostée de deux étoiles d'or, accompagnée en chef d'une levrette courante d'argent, colletée de gueules, bouclée d'or, et en pointe de trois losanges d'or rangés en fasce [cf. Jougla, Armorial 3-359].
Pierre de Fayet épouse Catherine Olivier. Leur fils Alain-Pierre, dit le marquis de Fayet, capitaine de vaisseaux, devient également membre de l'ordre de Saint-Louis. Son fils Jean-Baptiste-Alain, épousa en 1783 Adélaïde de la Bonninière de Beaumont, et leur descendance se fixa en Normandie.

## Postérité
Pierre de Fayet apparaît comme le principal antagoniste du l'extension Assassin's Creed IV Black Flag: Freedom Cry.